# 萩森城
萩森城（はぎもりじょう）は、愛媛県八幡浜市にあった日本の城（山城）。

## 概要
標高200mほどの山に築かれ、高森城、城高城、飯森城が支城として存在した。
宇都宮清綱が嫡男の宇都宮豊綱に大洲城を譲った際、次男の宇都宮房綱らを連れて萩森城に隠居して7,800石を知行したという。
天正2年（1574年）、大野直之によって城が落とされ、房綱は豊後の大友宗麟を頼って落ち延びた。
しかし、天正7年（1579年）、家臣の梶谷景雄、景晴、良景が高森城及び当城を奪還、房綱を豊後より呼び戻し、房綱は再び城主として帰り咲いた。
天正13年（1585年）の四国の役にて、小早川隆景の進攻をうけて開城、その後廃城となった。